# Temple de Vénus et de Rome
Ne doit pas être confondu avec Temple de Vénus Genitrix.
Le temple de Vénus et de Rome est le plus grand temple par sa superficie de la Rome antique. Il a été construit durant le règne de l'empereur Hadrien, entre le vieux Forum Romain et le Colisée.

## Localisation
Le temple est bâti sur la pente douce qui descend vers le Colisée, sur des terrains qui étaient occupés par le vestibule de la Domus aurea de Néron. Il a fallu d'ailleurs déplacer le colosse de Néron pour dégager l'espace voulu. Un important remblai a été nécessaire pour compenser une différence de niveau de 9 m et former une terrasse rectangulaire de 145 m sur 100 m, au milieu de laquelle se trouvait le temple proprement dit long de 108 m et large de 54m. Deux doubles colonnades bordent les côtés les plus longs de la terrasse.

## Fonction
Ce bâtiment est intimement lié à la célébration des anniversaires de Rome : la date du 21 avril comme anniversaire de Rome est célébrée chaque année lors des Parilia. Antonin le Pieux a célébré le 900e anniversaire en 148. Les pièces de monnaie frappées à cette occasion montrent la façade décastyle du temple mettant en évidence le monument et le culte qui lui est attaché. Le temple est devenu la meilleure représentation de l’éternité de Rome. En 248, lors de la célébration du millénaire de Rome le temple de Vénus et de Rome est sans doute le cœur des cérémonies. Il a acquis dans la vie religieuse de la cité un rôle fondamental. C’est, selon Michel Christol, le point de référence commode pour qui veut résumer toute la religion romaine traditionnelle dont la survie et le maintien apparaissent comme une garantie et une sauvegarde : le temple peut passer pour abriter la fortune de la ville. Sur les monnaies de Philippe l'Arabe célébrant le millénaire de Rome, on voit un temple hexastyle. Il pourrait s'agir de la représentation simplifiée du temple décastyle de Vénus et de Rome avec la légende SAECULUM NOVUM (« siècle nouveau »).

## Histoire

### Antiquité
Mis en chantier en 121 ap. J.-C., au début du règne d’Hadrien, l’édifice n'est inauguré que le 21 avril 135, ou 137 ou 138, jour anniversaire de la fondation de Rome, et sa décoration fut achevée en 141-143 sous le règne d’Antonin le Pieux.
Les deux chambres principales (cellae) du temple abritaient chacune une statue colossale, Vénus d’une part et Roma d’autre part, adossées dans le temple comme leurs noms, Vénus représentant l’Amour, ou AMOR et ROMA, épelé à l’envers. 
En 283, les cellae ont été endommagées par un incendie, et restaurées à partir de 308 par Maxence, qui fait refaire les absides que l'on voit aujourd'hui en les dotant d'une couverture en voûte. Des monnaies de Maximien Hercule et Maxence représentant le temple (la partie consacrée à la déesse Rome dont la statue fut miraculeusement épargnée par l’incendie) avec la légende CONSERVATOR VRBIS SVAE (littéralement « protecteur ou conservateur de sa ville ») commémorent ces travaux.

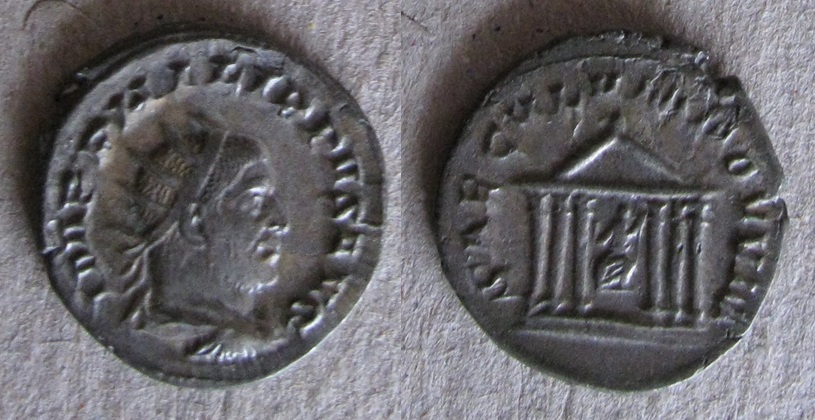
Antoninien de Philippe l'Arabe. Au revers, SAECVLVM NOVVM.
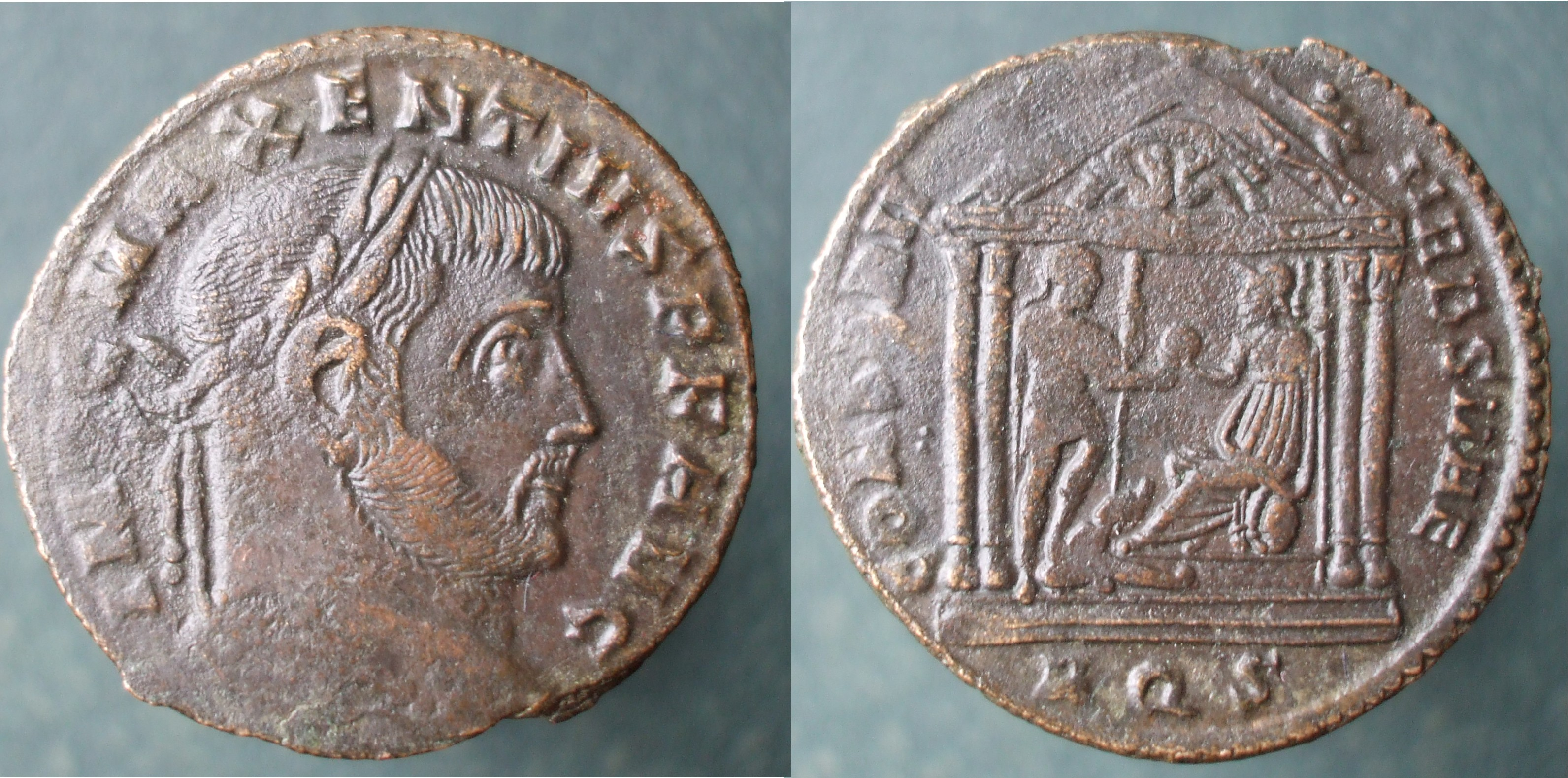
Nummus ou follis de Maxence avec la statue de Rome remettant l'orbe à l'empereur avec un captif.

### Moyen Âge
Au VIIIe siècle, le pape Paul Ier fait ériger dans la zone du temple du côté du forum un oratoire consacré aux apôtres Pierre et Paul, qui devient au IXe siècle l’église Santa Maria Nova. Un cloître attenant construit au XIIe siècle recouvre une partie des ruines du temple antique.

### Vestiges
Le temple a grandement souffert des destructions du Moyen Âge : les marbres ont été récupérés ou transformés dans des fours à chaux. Subsistent la terrasse, une partie des colonnes de granite du péristyle qui ont été relevées et l’abside à caissons qui constituait le fond de la cella.
Le temple sert de décor à plusieurs scènes du film La Dixième Victime (1965) avec Marcello Mastroianni et Ursula Andress.

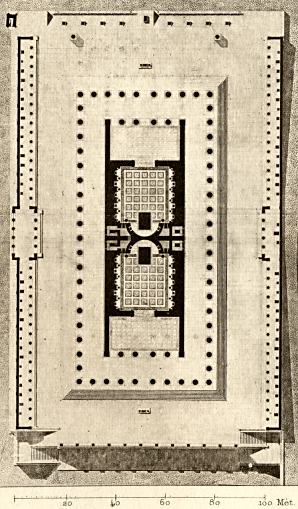
Plan d'ensemble, gravé par Chauvet, 1830
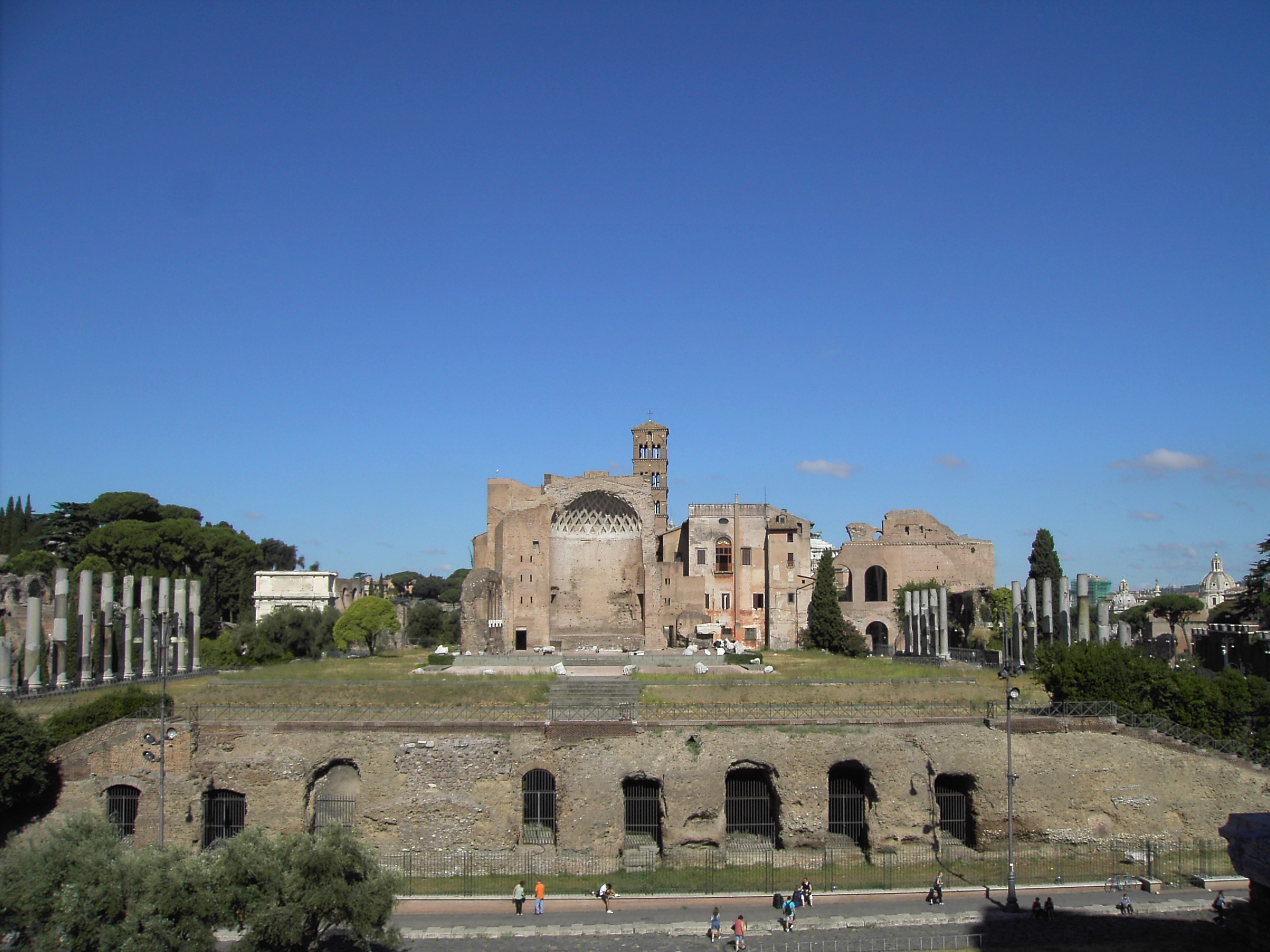
Vue de face depuis le Colisée : la terrasse, les colonnes du péristyle et l'abside à caissons. Au fond à gauche, l'arc de Titus.
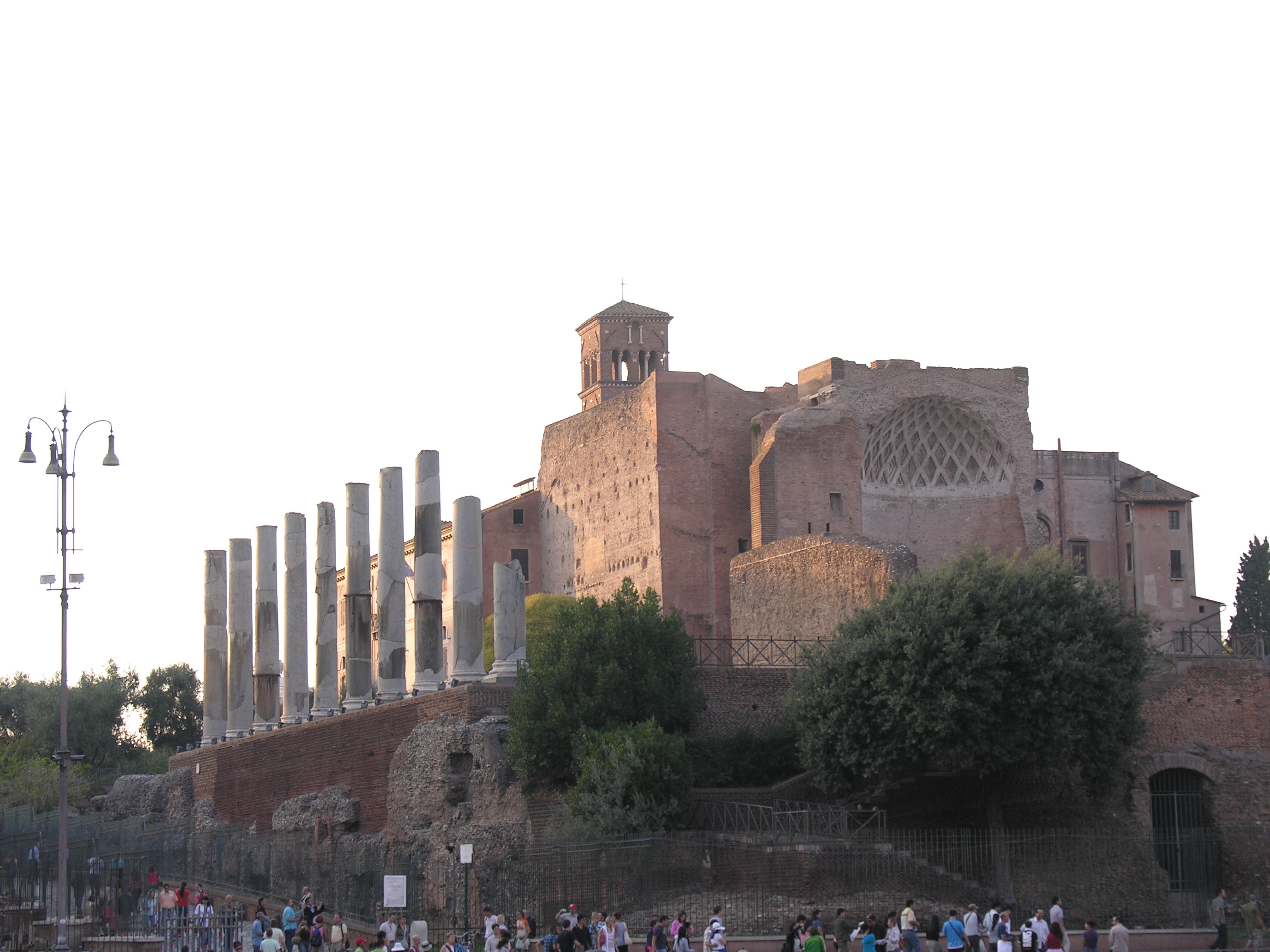
Vue depuis le sud-est : le soubassement, la colonnade restaurée côté sud, l'abside

## Description
C’est un temple double, combinant deux temples accolés dos à dos. L'un est dédié à Venus Felix, mère d’Énée, ancêtre mythique des Romains, et l’autre à Roma Aeterna (Rome éternelle). Cette configuration double, originale et inédite à Rome même, existe déjà à l’époque en Orient, par exemple dans le temple de Zeus et de Cybèle à Sardes. 
Chaque temple se compose d’une cella fermée presque carrée de 25,7 m de côté, couverte d’un toit sur charpente et précédée d’un portique à quatre colonnes. L'absence de podium déroge à la forme traditionnelle du temple romain. L’ensemble est entouré d’une colonnade de 10 colonnes en façade et 20 colonnes de côté, selon la forme classique d’un temple hellénistique périptère. La cella de Rome, tournée en direction du vieux Forum Romanum est la mieux conservée et est englobée dans l'ancien couvent de S. Francesca Romana. L'autre cella, celle de Vénus, fait face au Colisée.

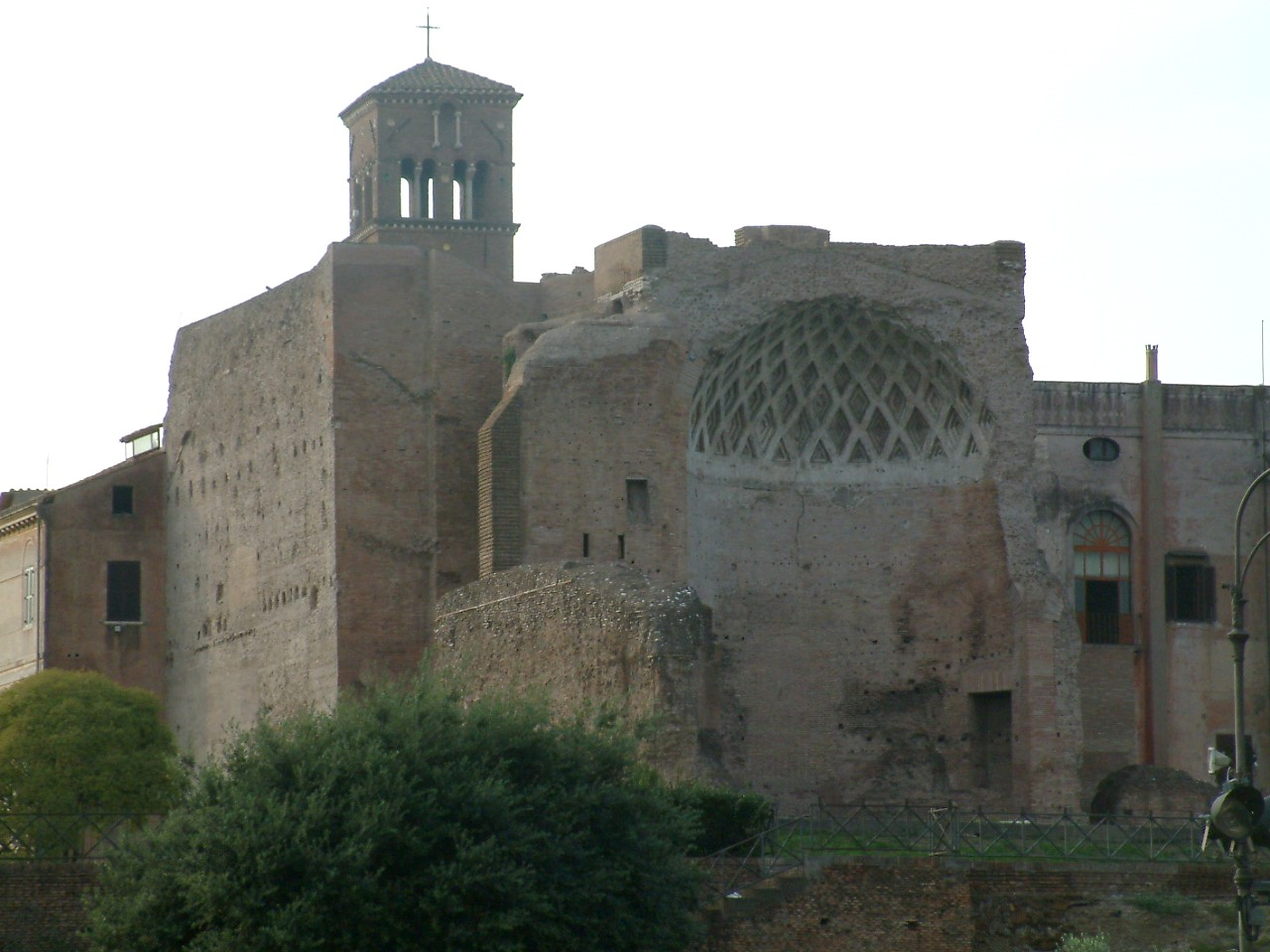
Temple de Vénus et de Rome.
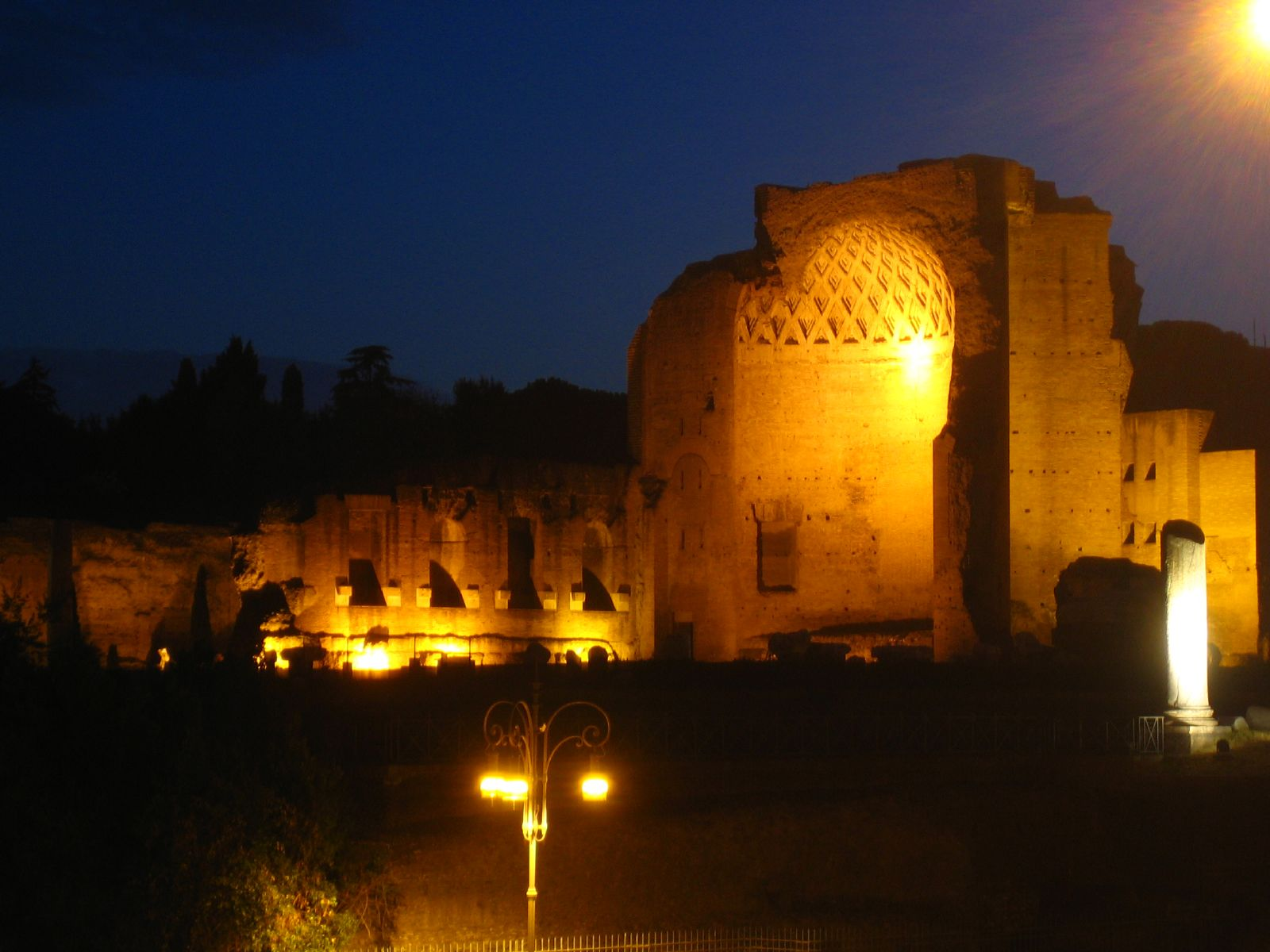
Vue de nuit.
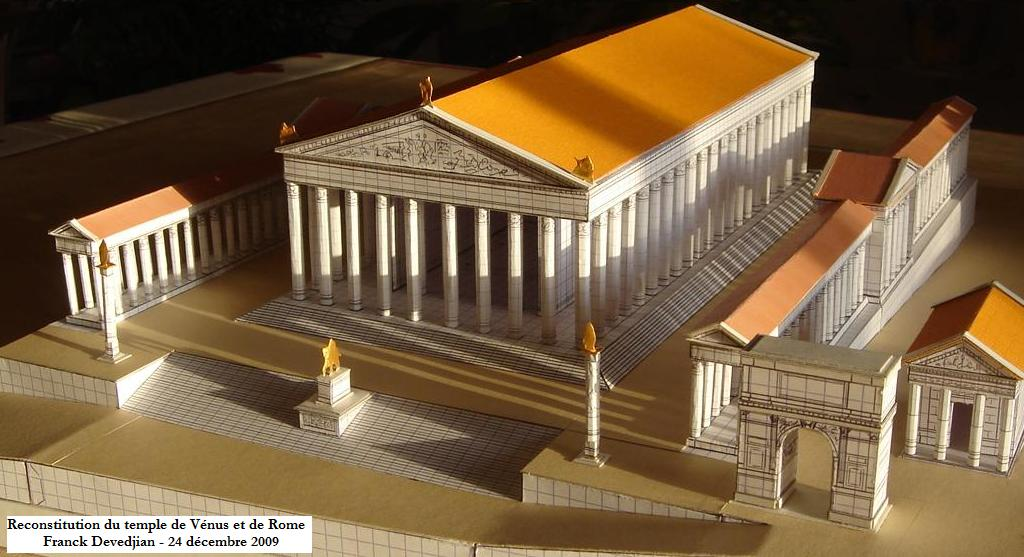
Reconstitution du temple de Vénus et de Rome, en se plaçant du côté du Forum.
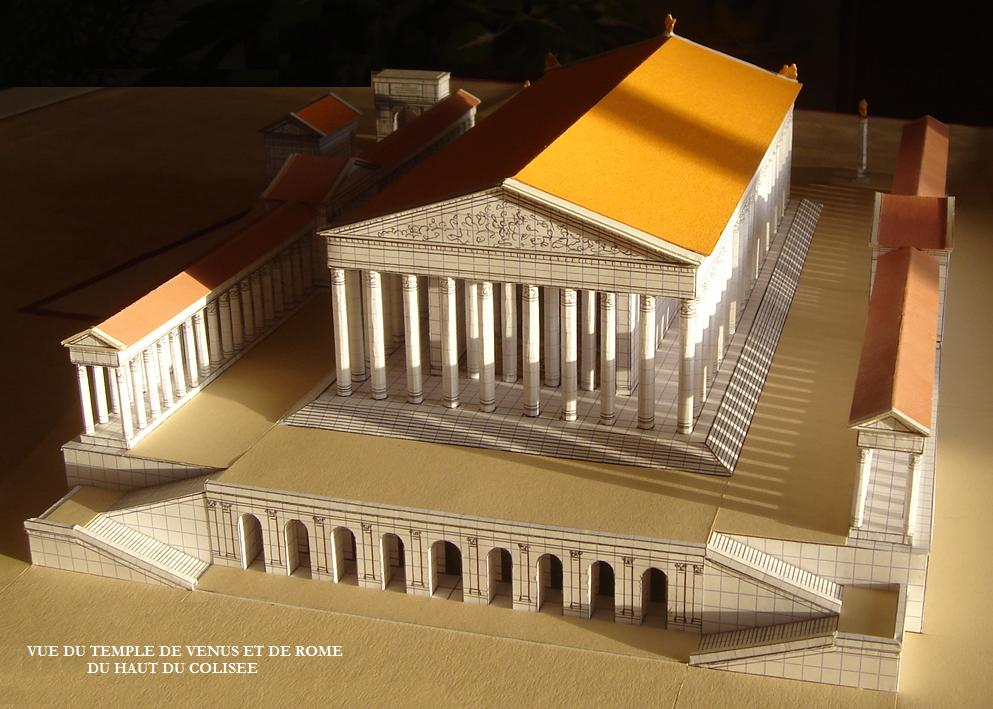
Reconstitution du temple de Vénus et de Rome, vu du côté du Colisée.